# پشتیبانی اولیه زندگی
پشتیبانی اولیه زندگی (BLS) گونه ای از مراقبت‌های پزشکی است که برای قربانیان بیماری‌های خطرناک یا جراحات مورد استفاده قرار می‌گیرد تا زمانی که در بیمارستان بتوانند مراقبت‌های کامل پزشکی را دریافت کنند.
 پشتیبانی اولیه زندگی، می‌تواند توسط پرسنل پزشکی ماهر (تیم درمانی خبره خارج از بیمارستان)، تکنسین‌های اورژانس پزشکی یا توسط رهگذران واجد شرایط ارائه شود.

## زمینه
کمیته رابط بین‌المللی احیا (ILCOR) در سال ۱۹۹۲ به جهت هماهنگی پروتکل‌های احیا در سراسر جهان تشکیل شد.
 نمایندگان ILCOR از کشورهای مختلفی از جمله ایالات متحده، کانادا، استرالیا، اروپا، نیوزلند، آفریقا و آسیا می‌باشند.
 در سال ۲۰۰۰، این کمیته اولین دستورالعمل احیا را منتشر کرد.
 در سال ۲۰۰۵، این کمیته مطالبی را در مورد احیای قلبی ریوی (CPR) و علم مراقبت‌های قلبی و عروقی اضطراری (ECC) همراه با توصیه‌های درمانی آن منتشر کرد.
 از سال ۲۰۱۰ نیز مطالبی را برای ارائه دهندگان احیای منطقه ای از جمله شورای احیا اروپا و انجمن قلب آمریکا تهیه کرده است تا دستورالعمل‌های خود را بنویسند. از سال ۲۰۱۵، ILCOR از روش جدیدی به نام «اجماع در علم» و با توصیه‌های درمانی (COSTR) استفاده کرد که با بهره‌گیری از «ارزیابی کیفیت» و همچنین «نتایج به دست آمده از آخرین شواهد موجود»، بتواند در مورد بهترین و موثرترین روشهای احیا به نتیجه برسد. ایلکور با استفاده از روش COSTR همچنین به جای آنکه هر پنج سال یکبار، به بررسی دستورالعمل‌ها بپردازد، اقدام به انجام بررسی‌های سالانه نموده و در هر بروزرسانی، جدیدترین تغییرات پروتکل‌ها و توصیه‌های مربوط به احیا را منتشر می‌کند.
احیای قلبی ریوی پایه، روشی برای زمان خریدن است و شانس بقای بیمار را تا لحظه ای که تکنسین‌های پزشکی مجرب بر بالین وی برسند، افزایش می‌دهد.
 ALS یا احیا پیشرفته بعد از BLS آغاز می‌شود و در واقع BLS و ALS و post CPR مجموعاً زنجیره بقای بیمار را تشکیل می‌دهند.
 یک پیشرفت مهم در BLS، اختراع و تولید دستگاه ضربان ساز خارجی خودکار یا AED است. این دستگاه که در خارج از بیمارستان کاربرد دارد احتمال زنده ماندن بیمار دچار ایست قلبی را افزایش می‌دهد.

## شورای احیا اروپا
طبق رهنمودهای سال ۲۰۱۵ که توسط شورای احیا اروپا منتشر شده است، برای کمک به یک فرد بی‌هوش و بدون علائم حیاتی، شروع زودهنگام احیا و تماس فوری افراد حاضر بر بالین بیمار با مرکز اورژانس در افزایش احتمال بقای قربانی بسیار مؤثر است. هنگامی که فرد بی‌هوش است و به‌طور عادی نفس نمی‌کشد، باید به مرکز اورژانس اطلاع داده شود و احیای قلبی ریوی (CPR) بی درنگ آغاز شود.
 به دنبال ایست قلبی، اطرافیان بیمار دچار اضطراب و سردرگمی می‌شوند. با این حال انجام CPR با کیفیت بالا بسیار حائز اهمیت است. فشرده سازی قفسه سینه فرد بالغ باید با عمق ۵ تا ۶ سانتی‌متر و با سرعت ۱۰۰ تا ۱۲۰ بار در دقیقه انجام شود و پس از هر فشار، به قفسه سینه اجازه برگشت داده شود. نسبت فشرده سازی قفسه سینه به تهویه ۳۰ به ۲ است. مدت زمان انجام هر تنفس دهان به دهان، باید حدود ۱ الی ۲ ثانیه باشد و مدت زمان قطع فشرده سازی قفسه سینه هرگز نباید بیش از ۵ ثانیه باشد.
تفاوت CPR کودکان با بزرگسالان در رابطه با عمق ماساژ قلبی و تنفس مصنوعی است که در مورد کودکان باید ماساژ (فشرده سازی قفسه سینه) با عمق ۳ الی ۴ سانتی‌متر باشد و انجام تنفس مصنوعی نیز در کودکان از اهمیت بیشتری برخوردار است زیرا معمولاً ایست قلبی در کودکان، ثانویه به ایست تنفسی است و در مورد نوزادان به جای تنفس دهان به دهان از تنفس دهان به دهان و بینی استفاده می‌شود. فشرده سازی قفسه سینه نوزادان نیز فقط با دو انگشت شست و عمق ۳ سانتی‌متر انجام می‌شود.

## ایالات متحده
خدمات پزشکی اورژانس (پشتیبانی اولیه زندگی) در آمریکا معمولاً با تکنسین‌های فوریت‌های پزشکی (EMT-B) شناخته می‌شود. با این حال، پروتکل BLS انجمن قلب آمریکا برای انجام توسط افراد عادی و همچنین دانشجویان و امدادگران و تا حدودی پرسنل پزشکی طراحی شده است.
 BLS در ایست قلبی، ایست تنفسی، غرق شدن و انسداد راه هوایی با یک جسم خارجی(FBAO یا خفگی) کاربرد پیدا می‌کند.
 EMT-B بالاترین سطح مراقبت‌های پزشکی و بهداشتی را ارائه می‌دهد اما پروتکل BLS صرفاً شامل باز کردن راه‌های هوایی، جلوگیری از خونریزی‌های شدید و احیا قلبی ریوی پایه است که توسط اولین افراد حاضر بر بالین بیمار (یا مصدوم) انجام می‌شوند.

### زنجیره بقا
الگوریتم پزشکی برای ارائه پشتیبانی اولیه زندگی بزرگسالان در ایالات متحده آمریکا در سال ۲۰۰۵ در مجله سرکولیشن (Circulation) توسط انجمن قلب آمریکا منتشر شده است.
1. تشخیص زودهنگام ایست قلبی و فعال سازی خدمات پزشکی اورژانس
2. اجرای اولیه CPR تا زمان ورود نیروهای اورژانس
3. استفاده زودهنگام از الکترو شوک
4. مراقبتهای پس از احیا

مردم عادی نیز با یادگیری BLS می‌توانند مراحل ۱ و ۲ و ۳ را انجام دهند.
مراحل پیشنهادی AHA برای احیا که به DRS CABCD معروف است:
1. درجه خطر را بررسی کنید. (D)
2. بررسی کنید که فرد پاسخ می‌دهد یا خیر (R)
3. با فریاد زدن کمک بخواهید یا کسی را بفرستید کمک بیاورد. (S)
4. شواهد مربوط به خونریزی خطرناک را بررسی کرده و در صورت وجود آن، تا جای ممکن جلوی خونریزی را بگیرید. (C)
5. دهان بیمار را باز کرده و داخلش را نگاه کنید که از نبود انسداد آشکار در دهان مطمئن شوید. همچنین برای بازکردن راه هوایی، از «مانور سر به عقب» یا «فشار فک» استفاده کنید. (A)
6. گوش تان را به دهان و بینی بیمار نزدیک کرده و صدا و گرمای تنفس بیمار را بررسی کنید (وجود یا عدم وجود تنفس) و همزمان سینه بیمار را مشاهده کنید (گوش کردن و حس کردن و نگاه کردن همزمان). (B)
7. حفظ گردش خون (در صورت عدم وجود نبض کاروتید) که باید از طریق فشرده سازی قفسه سینه (CPR) انجام شود. (C)
8. اگر دستگاه شوک دهنده اتوماتیک در دسترس است فوراً پدها را متصل و به فرمان‌های کلامی دستگاه توجه کنید. اما اگر دستگاه مجهز به فرمان‌های کلامی نبود، از بیمار فاصله گرفته و دکمه شوک را فشار دهید و سپس بلافاصله فشرده سازی قفسه سینه را از سر بگیرید). (D)